# 少女情懷總是詩
《少女情懷總是詩》是一部1977年的法國情色浪漫劇情片，由攝影師戴維·漢密爾頓執導，佛蘭西斯·萊配樂。影片中的兩個女主角比莉婷絲（Bilitis）和梅麗莎（Melissa）分別由帕蒂·達班維爾和莫娜·克裡斯滕森（Mona Kristensen）飾演。
電影根據法國象徵派詩人皮耶·路易斯於1894年在巴黎發表的題爲《比莉婷絲之歌》詩集而改編。這是一部描寫女同性戀詩集。据皮耶·路易斯自己聲稱，該詩歌是公元前6世紀古希臘的一個名叫比莉婷絲的女性所作，直至19世紀才被他發現，是他從古希臘語翻譯過來的，當時曾引起轟動。後來人們普遍認爲，這是作者本人自己所虛構出來的。而影片是以現代法國社會為背景。

## 故事梗概
比莉婷絲是一名十多歲的女學生，暑假期間與姑姑梅麗莎和姑父皮埃爾（Pierre）一起度過，由於皮埃爾對梅麗莎不忠，夫婦兩人關係不睦。在度假期間，比莉婷絲對姑姑梅麗莎產生了女同性戀的好感。她也追求當地的少年盧卡斯（Lucas），並試圖為姑姑梅麗莎撮合「合適的男性情人」
比莉婷絲的性冒險最終導致不愉快的結果，她決定獨自返回學校。

## 影片音樂
佛蘭西斯·萊為影片所創作的配樂，在電影上映之後，很快流行起來，現在已經成爲了經常演奏的經典輕音樂。
- YouTube音頻
- Bilitis by The Francis Lai Orchestra (13 Days in Japan - Live Tokyo)

## 影片簡介
- Bilitis (1977)
- 電影視頻片段